# Caroline Fletcher
Caroline Fletcher (Denver, Estados Unidos, 22 de noviembre de 1906-3 de abril de 1998) fue una clavadista o saltadora de trampolín estadounidense especializada en trampolín de 3 metros, donde consiguió ser medallista de bronce olímpica en 1924.

## Carrera deportiva
En los Juegos Olímpicos de 1924 celebrados en París (Francia) ganó la medalla de bronce en los saltos desde el trampolín de 3 metros, con una puntuación de 436 puntos, tras sus compatriotas estadounidenses Elizabeth Becker-Pinkston y Aileen Riggin (plata con 460 puntos).